# William de Warenne
William de Warenne, zwany też Williamem Plantagenetem (ur. 1166, zm. 27 maja 1240 w Londynie) – angielski arystokrata pochodzenia normandzkiego, syn Hamelina de Warenne, 5. hrabiego Surrey (nieślubnego syna Godfryda V Plantageneta), i Isabel de Warenne, córki 3. hrabiego Surrey.
Jeszcze za życia ojca otrzymał od niego dobra Appleby w North Lincolnshire. W 1197 r. został wymieniony jako świadek w dokumencie króla Ryszarda I Lwie Serce wystawionym w Rouen. 27 maja 1199 r. był obecny na koronacji Jana bez Ziemi na króla Anglii. Po śmierci ojca w 1202 r. został 6. hrabią Surrey oraz posiadaczem rozległych włości w Anglii i Normandii. Swoje normandzkie posiadłości utracił już w 1204 r., kiedy Normandia została podbita przez króla Francji Filipa II Augusta. Jako rekompensatę otrzymał od króla Jana Grantham i Stamford.
W 1202 r. Surrey został lordem namiestnikiem Gujenny. W 1204 r. otrzymał urząd lorda strażnika Pięciu Portów, który sprawował do 1206 r. W latach 1208–1213 był strażnikiem Marchii Walijskich. W 1214 r. ponownie został lordem strażnikiem Pięciu Portów. Dwukrotnie był szeryfem hrabstwa Wiltshire (w latach 1200–1208 i 1213–1226).
William de Warenne był jednym z nielicznych feudałów, którzy podczas pierwszej wojny baronów dochowali wierności królowi Janowi. Surrey nakłaniał króla do podpisania Wielkiej Karty Swobód. Następnie walczył u boku króla przeciwko zbuntowanym baronom i ich kandydatowi na tron, francuskiemu księciu Ludwikowi. Po śmierci Jana w 1216 r. Surrey popierał jego syna, Henryka III.
Surrey był fundatorem katedry w Salisbury.
Przed 1207 r. poślubił prawdopodobnie Matildę d’Aubigny, córkę Williama d’Aubigny, 2. hrabiego Arundel, i Matildy de St. Hilary du Harcouet, córki Jamesa de St. Hilary du Harcouet. Małżeństwo to pozostało bezdzietne.
Przed 13 października 1225 r. poślubił Matildę Marshal (1192–27 marca 1248), córkę Williama Marshala, 1. hrabiego Pembroke, i Isabel de Clare, córki 2. hrabiego Pembroke. William i Matilda mieli razem syna i córkę:
- Isabel de Warenne (zm. przed 20 września 1282), żona Hugh d’Aubigny, 5. hrabiego Arundel, nie miała dzieci
- John de Warenne (sierpień 1231–27 września 1304), 7. hrabia Surrey

Surrey zmarł w 1240 w Londynie i został pochowany w Priory Church w Lewes w hrabstwie Sussex. Wszystkie jego tytuły odziedziczył jego jedyny syn.